# Furna de Henrique Maciel
A Furna de Henrique Maciel é uma gruta portuguesa localizada na ferguesia de Santo António, concelho de São Roque do Pico, ilha do Pico, arquipélago dos Açores.
Esta cavidade apresenta uma geomorfologia de origem vulcânica em forma de tubo de lava de encosta. Apresenta um comprimento de 1451 m. e uma largura máxima de 4 m.

## Espécies observáveis
- Parachipteria petiti Acari-Oribatei Achipteriidae
- Euzetes globula Acari-Oribatei Euzetidae
- Galumna elimata Acari-Oribatei Galumnidae
- Hermanniella sp. Acari-Oribatei Hermanniellidae
- Liacarus mucronatus Acari-Oribatei Liacaridae
- Nanhermannia nanus Acari-Oribatei Nanhermanniidae
- Nothrus silvestris Acari-Oribatei Nothridae
- Xenillus discrepans azorensis Acari-Oribatei Xenillidae
- Rugathodes pico Araneae Theridiidae
- Lithobius obscurus azoreae Chilopoda Lithobiidae
- Lithobius pilicornis Chilopoda Lithobiidae
- Disparrhopalites patrizii Collembola Arrhopalitidae
- Pseudosinella ashmoleorum Collembola Entomobryidae
- Pseudosinella azorica Collembola Entomobryidae
- Entomobrya multifasciata Collembola Entomobryidae
- Lepidocyrtus curvicollis Collembola Entomobryidae
- Mesogastrura libyca Collembola Hypogastruridae
- Neelus murinus Collembola Neelidae
- Tomocerus longicornis Collembola Tomoceridae